# Lepa Mabila Saye
 (décembre 2023).
Pour les articles homonymes, voir Saye.
Lepa Mabila Saye est un dessinateur, auteur congolais de bande dessinée, né le 1er janvier 1952, en République démocratique du Congo.

## Biographie
Lepa Mabila Saye naît le 1er janvier 1952, en République démocratique du Congo. À partir de 1970, comme dessinateur, il participe au développement du magazine Jeunes pour jeunes,.

## Œuvres
- 1980 : Bakanja le martyr de chez nous[1],[2]
- 1983 : Les oreilles ne dépassent jamais la tête[2]
- 1983 : Un croco à Luozi (un scénario de Zamenga Batukezanga)[2]
- 1984 : Bakhita[2]
- 1986 : Les belles aux dents taillées et autres contes (avec Charles Djungu Simba Kamatenda)[3]
- 1986 : Kipenda roho, le demon-vampire et autres contes (avec Charles Djungu-Simba)[4]
- 2005 : Nyota, la fille du soleil (avec Emmanuel Kalombo)[1],[2]
- 2007 : L'oiseau qui fait pleurer (avec Nzuji Madiya)[5]